# سفالونیوم
سفالونیوم(به انگلیسی: Cefalonium) (INN) یک آنتی بیوتیک سفالوسپورین نسل اول است. 